# Lynch.
lynch.（リンチ）は、愛知県名古屋市を拠点に始動した5人組のロックバンド。2004年8月結成。

## 概要

バンドのロゴ

- バンド名は玲央が考えた[4]。また、名前の最後に「.(ピリオド)」が付くが、これは葉月曰く「文字に書いたとき、点がついてた方が締まってカッコいいなと。ただそれだけです。モーニング娘。の「。」と一緒」とのこと。ただ、葉月自身はピリオドを忘れて表記してしまうこともよくあるそう[4]。
- 音源のリリースよりもライブへ重点を置くライブバンドであり、インディーズ初期にはライブでのノリを重視した曲が多く製作された。
- 名古屋系バンドと称され、同じカテゴリに属する先達に当たる黒夢を初めLaputaやROUAGEなどの影響を受けている。
- 玲央は当時の名古屋で名の知れた人物であった故、音楽で売れたかったとのことで、元○○のメンバーがやっているバンドと見られたくなかったために、悠介が加入するまではメディア露出を全て断っていた。ライブ活動にて知名度を広げていきライブバンドとしての礎を築いた。
- 作詞・作曲は、結成〜メジャー2作目までの全てを葉月1人で制作。｢EXODUS-EP｣以降、葉月以外のメンバーも作曲に参加している。葉月は歌詞に対し、"メッセージを込めずあくまでも曲を活かす、抽象画のようなもの"というスタンスで作詞をしていた。メジャー2作目のシングル「LIGHTNING」以降、コンセプトを持った作詞にも励んでいる。
- メタルやハードコアなどのヘヴィでアグレッシブな音楽をベースにしているがキャッチーさにも拘りがあり、リフやリズム、メロディーはキャッチーで頭に残るものを意識している。
- 結成当時、ラウドロックという前提はありつつも、明確なlynch.像というものを持っておらず、ただ好きな曲をやっていたと言うが、2ndアルバム収録の「I'm sick,b'cuz luv u.」でlynch.らしさを認識した。結成した2004年当時は、もうラウドやヘヴィロックはダサいと言われていたが辞めなくてよかったと語っている。
- 現在は、ジャンルの垣根を壊していくとのことで、自身たちのことを「V系ともラウド系とも思っていない。僕が憧れている先人達は、死んでも自分たちの事を◯◯系だなんて括ったりしなかった。やはり僕もそうでありたい。それでもジャンルの問題はどこまでも付きまとう。僕らで新しいなにかを打ち立てたい。」と葉月がTwitterで発言している。
- 公式ファンクラブは「SHADOWS」である。

## メンバー
- Vocal：葉月（はづき）
  - 1982年12月10日（42歳）生まれ、B型
  - lynch.のほぼ全ての作詞・作曲を担当している。

- Guitar：玲央（れお）
  - 1974年11月3日（50歳）生まれ、A型
  - バンドリーダー。本名は古賀玲央。
- Guitar：悠介（ゆうすけ）
  - 1981年5月10日（43歳）生まれ、A型

- Bass：明徳（あきのり）
  - 1986年11月17日（38歳）生まれ、O型
  - ラストインディーズツアーからサポートベースを務める。ツアーファイナルで正式にlynch.に加入する。シャウトコーラスも主に担当。
- Drums：晁直（あさなお）
  - 1981年7月12日（43歳）生まれ、A型
  - 愛称は「あさぬ」。

メンバーのうち、葉月、晁直、明徳の3人は釣りが趣味で、内外出版社発刊の釣り雑誌「Lure Magazine」に載るほどの釣り好き。この3人を合わせて「釣リンチ」と呼ぶ。また、明徳の前任ベーシストである淳児も釣り好きだった。

### ライブサポートメンバー
- Bass：人時(黒夢)
- Bass：Ryo(defspiral)
- Bass：天野攸紀(DIMMDIVISION)
- Bass：Natsuki(DuelJewel)
- Bass：Miro（LOKA）

### 旧サポートメンバー
- Bass：光輝
- Bass：淳児
  - 2010年9月10日をもってサポート終了

## 来歴
2004年8月、GULLETを脱退した玲央が、葉月と晁直に声をかけて結成。同年12月27日に初ライブを敢行。
2006年2月に新メンバーを探すために活動休止。同年7月に悠介を迎えツインギター態勢で再開。悠介は当初、ベースで加入するつもりだったと語る。結果的に、結成当初からインディーズ終了までその状態は続いた。レコーディングでは『greedy dead souls』のみ、当時のサポートだった、ゆきの(天野攸紀)、それ以外のインディーズ作品は葉月が担当。
2010年7月19日の名古屋ダイアモンドホール公演にて、ラストインディーズツアーの開催を発表。
2010年9月22日にラストインディーズシングル「JUDGEMENT」をリリース。
2010年9月19日からLAST INDIES TOUR『THE JUDGEMENT DAYS』を敢行。同年9月10日にサポートを終えた淳児に変わり、当時同じ名古屋で活動していた後輩バンド"meth."のベース明徳がサポートとして加入。ツアー中の11月、葉月が急性咽頭喉頭炎及び声帯浮腫を発症し一部の公演に出演できなくなる事態が起こった。
2010年12月19日、Shibuya O-EASTで行われたツアーファイナルにて、明徳が正式に加入。。
2010年12月26日の名古屋ダイアモンドホール公演が実質のインディーズラストワンマンライブとなった。
2011年6月、アルバム『I BELIEVE IN ME』のリリースをもって、キングレコードよりメジャーデビュー。
2013年12月、東名阪にて初のZeppライブツアーを敢行。
2014年2月、オフィシャルファンクラブ「SHADOWS」が正式に発足。
2015年10月、アルバム『D.A.R.K. -in the name of evil-』より全欧デビューを果たす。
2016年9月、メジャーデビュー5周年を記念して東名阪(豊洲PIT、Zepp名古屋、なんばhatch)にて完全無料ライブを開催。
2016年10月14日、X JAPAN主催のVISUAL JAPAN SUMMIT 2016に出演。
2016年11月22日、明徳が愛知県警に大麻所持で逮捕。これにより活動自粛、出演予定だったイベント及びライブは全てキャンセルとなった。
2017年2月10日、4人体制で活動再開。それに伴い、ワンマンライブ「THE JUDGEMENT DAY」を4月18日より、新木場STUDIO COASTにて開催する。
2017年12月31日、翌年3月の幕張メッセ公演にて、明徳がlynch.に復帰することを発表。
2018年3月11日、バンド史上最大規模となる幕張メッセでのワンマンライブ『Xlll -GALLOWS-』を開催。約1年ぶりに明徳が復帰。
2018年7月18日、13枚目のアルバム『Xlll』が、初動売り上げ6,257枚を記録し、週間チャートで8位を記録。キャリア初となる週間チャートでのトップ10入りを果たす。
2020年4月22日、新型コロナウイルスの影響で経営不振に陥っているライブハウスを支援するため、新曲2曲と「A GLEAM IN EYE」の再録バージョンの、計3曲を収録したシングル「OVERCOME THE VIRUS」を、同月28日より公式サイトにて発売。5月13日にはダウンロード形式での販売も開始。制作費を差し引いた売上利益は全国148カ所のライブハウスに分配して寄付されるとのこと。
2020年10月26日、デビュー15周年を記念して、キャリア初となる日本武道館での単独公演『15TH ANNIVERSARY THE FATAL HOUR HAS COME AT 日本武道館』を、2021年2月3日に開催することを発表。
2021年1月8日、緊急事態宣言が再発出されたことを受け、2月3日に公演を予定していた日本武道館での公演を中止。
2021年2月3日、中止となった武道館公演の代わりに、Youtubeの公式チャンネルにて無料ライブ配信「THE RESISTANCE」を行う。
2021年12月27日、同月31日のライブ『THE IDEAL』を以って、一時活動休止することを発表。
2022年9月1日、活動再開。また、中止となっていた日本武道館の公演を、同年11月23日に行う事も発表。

## ディスコグラフィ

### 客演作品

#### アルバム
| アーティスト         | タイトル            | 発売日         | 参加曲                         | 備考     |
| -------------------- | ------------------- | -------------- | ------------------------------ | -------- |
| 大佑と黒の隠者達     | 漆黒の光            | 2011年4月20日  | M-2「嫌」                      | 玲央のみ |
| Pay money To my Pain | gene                | 2013年11月13日 | M-8「Resurrection」            | 葉月のみ |
| 大村孝佳             | CERBERUS            | 2017年1月25日  | M-4「NEMESIS (Arch Enemy)」    | 葉月のみ |
| MEPHISTOPHELES       | Hide and seek       | 2018年9月26日  | M-7「Dictator ship」           | 葉月のみ |
| 彼女 IN THE DISPLAY  | WILD ONES NEVER DIE | 2019年9月4日   | M-3「FAST feat.HAZUKI lynch.」 | 葉月のみ |
| MUCC                 | 惡                  | 2020年6月10日  | M-9「目眩 feat. 葉月(lynch.)」 | 葉月のみ |

### ミュージックビデオ
| 監督       | 曲名 |
| 奥和義     | 「PHOENIX from『TOUR'14「TO THE GALLOWS」-ABSOLUTE XANADU-04.23 SHIBUYA-AX』」                               |
| 丹修一     | 「BALLAD」「DEVIL」「TRIGGER feat. J」                                                                       |
| 平田真市郎 | 「Adore」 |
| マサオ     | 「A FLARE」「FROZEN」「I BELIEVE IN ME」「INFERIORITY COMPLEX」「LIGHTNING」「MIRRORS」「NIGHT」「F.A.K.E.」 |
| 新宮良平   | 「EVOKE」 |
| 瀬里義治   | 「ETERNITY」                                                                                                 |
| 大喜多正毅 | 「CREATURE」「JØKER」                                                                                        |
| 不明       | 「BEAST」 |

### タイアップ
| 年     | 曲名                | タイアップ先                                                                               |
| ------ | ------------------- | ------------------------------------------------------------------------------------------ |
| 2012年 | A FLARE             | PCゲーム『セブンコア』テーマソング                                                         |
| 2012年 | FROZEN              | テレビ東京系『JAPAN COUNTDOWN』6月度エンディングテーマ                                     |
| 2012年 | INFERIORITY COMPLEX | 『Music B.B.』エンディングテーマ                                                           |
| 2012年 | LIGHTNING           | TBS系『ランク王国』10・11月度オープニングテーマ                                            |
| 2013年 | BALLAD              | テレビ朝日『Break Out』エンディングテーマ                                                  |
| 2015年 | EVOKE               | テレビ東京系『JAPAN COUNTDOWN』8月度エンディングテーマ                                     |
| 2015年 | ETERNITY            | THK『オトナ養成所 バナナスクール』エンディングテーマ                                       |
| 2015年 | BEAST               | 映画『復讐したい』主題歌                                                                   |
| 2017年 | TRIGGER feat. J     | 『ニコびじゅ』5月度オープニングテーマ                                                      |
| 2018年 | SORROW              | 日本テレビ「MIDNITEテレビシリーズ 『アンフォゲッタブル2 完全記憶捜査』」エンディングテーマ |
| 2018年 | JØKER               | 日本テレビ「MIDNITEテレビシリーズ 『アンフォゲッタブル2 完全記憶捜査』」エンディングテーマ |

## ライブ

### ワンマンツアー
| 年                           | タイトル                                                               | 備考 |
| ---------------------------- | ---------------------------------------------------------------------- | --- |
| 2005年5月16日〜6月17日       | 「greedy dead souls」発売記念ツアー 『grade of greed』                 | - ファイナル：目黒鹿鳴館 - 全10公演 |
| 2005年12月10日〜12月15日     | 東名阪ワンマンツアー『underneath above ground』                        | - ファイナル：目黒鹿鳴館、全4公演 - 追加公演：2006年1月28日 |
| 2006年7月20日                | restarting oneman live 『REUNION the 4 STARZ』                         | |
| 2006年9月20日                | ONEMAN LIVE in TOKYO 『STARZ in the REJECT』                           | |
| 2006年10月1日〜10月29日      | 『THE SCREAMING GROUND』                                               | - ファイナル：大阪MUSE - 全3公演 |
| 2006年11月13日〜12月21日     | TOUR'06 『march on the blinds』                                        | - ファイナル：名古屋ell.FITS ALL - 全13公演 |
| 2007年4月6日〜4月17日        | Short Tour'07 『a calm before a storm』                                | - ファイナル：新宿LOFT - 全5公演 |
| 2007年4月24日〜7月2日        | TOUR'07 『TOWARD THE AVOIDED SUNRISE』                                 | - ファイナル：渋谷O-WEST - 全21公演 |
| 2008年4月10日〜4月25日       | 1st ONEMAN TOUR『URGE to DROWN』                                       | - ファイナル：恵比寿リキッドルーム - 全6公演 |
| 2008年10月24日〜11月25日     | ONEMAN TOUR'08『THE DIFFUSING IDEAL』                                  | - ファイナル：松山SALON KITTY - 全12公演 |
| 2009年7月25日〜9月6日        | TOUR'09 『THE SHADOW IMPULSE』                                         | - ファイナル：赤坂BLITZ - 全15公演 |
| 2009年11月12日〜12月23日     | THE SHADOW IMPULSE encore tour -INFILTRATION-                          | - ファイナル：福岡DRUM SON - 全15公演 |
| 2009年12月27日               | 5th Anniversary Premium Live 「THE IDEAL」                             | |
| 2010年3月30日〜4月8日        | TOUR'10 『QUATTRO 3 NITES』                                            | - ファイナル：渋谷QLUB QUATTRO - 全3公演 |
| 2010年7月19日                | A GLEAM IN NITE                                                        | |
| 2010年9月19日〜12月19日      | LAST INDIES TOUR『THE JUDGEMENT DAYS』                                 | - ファイナル：新宿O-EAST - 全33公演 |
| 2011年2月23日、25日          | 『THE JUDGEMENT DAYS』- compensation –                                 | |
| 2011年3月5日〜3月9日         | SHADOWS ONLY Vol.1                                                     | - ファイナル：西九条BRAND NEW、全3公演 |
| 2011年5月11日                | I BELIEVE IN ME                                                        | |
| 2011年6月1日〜9月4日         | TOUR'11『THE BELIEF IN MYSELF』                                        | - ファイナル：赤坂BLITZ - 全24公演 |
| 2011年11月12日〜12月30日     | TOUR'11『THE TRUTH IN A MIRROR』                                       | - ファイナル：SHIBUYA-AX - 全7公演 |
| 2011年12月14日〜12月27日     | 7th Anniversary Premium Live『THE IDEAL』-SHADOWS ONLY-                | - ファイナル：名古屋Electric Lady Land - 全3公演 |
| 2012年3月3日                 | THE LAST NITE                                                          | |
| 2012年5月15日〜5月29日       | SHADOWS ONLY Vol.3                                                     | - ファイナル：高田馬場CLUB PHASE - 全3公演 |
| 2012年7月6日〜9月23日        | 『THE FATAL EXPERIENCE』                                               | - ファイナル：高知X-pt - 全28公演 |
| 2012年10月29日〜2013年3月2日 | 『THE FATAL EXPERIENCE #2』-SEIZE THE MOMENT-                          | - ファイナル：Zepp Diver City TOKYO - 全8公演 |
| 2012年10月30日〜12月6日      | SHADOWS ONLY Vol.4                                                     | - ファイナル：渋谷CHELSEA HOTEL - 全7公演 |
| 2013年6月3日〜6月18日        | TOUR'13「LIMITED 3 DAYS」                                              | - ファイナル：高田馬場CLUB PHASE - 全9公演 |
| 2013年7月13日〜8月24日       | TOUR'13「THE NITE BEFORE EXODUS」                                      | - ファイナル：SHIBUYA-AX - 全9公演 |
| 2013年12月1日〜12月14日      | TOUR'13「THE BLACKEST NIGHTMARE」                                      | - ファイナル：Zepp Nagoya - 全3公演 |
| 2014年2月15日〜3月19日       | TOUR'14「LIMITED 3 DAYS」                                              | - ファイナル：心斎橋VARON - 全9公演 |
| 2014年4月23日                | TO THE GALLOWS -ABSOLUTE XANADU                                        | |
| 2014年5月8日〜8月3日         | TOUR'14「TO THE GALLOWS」                                              | - ファイナル：目黒鹿鳴館 - 全34公演 |
| 2014年9月27日〜11月22日      | TOUR'14「TO THE GALLOWS」#2-SHOUT AT THE DEVIL-                        | - ファイナル：桜坂セントラル - 全8公演 |
| 2014年12月27日               | THE 10th BIRTHDAY 『2004-2014』 at STUDIO COAST                        | |
| 2014年12月29日               | lynch. SHADOWS ONLY 10th Anniversary Premium Live「THE IDEAL」         | |
| 2015年1月23日〜2月8日        | TOUR'15「LIMITED 3 DAYS」                                              | - ファイナル：心斎橋VARON - 全9公演 |
| 2015年3月11日〜4月9日        | TOUR'15「GAZE ME GATHER ME」                                           | - ファイナル：札幌KRAPS HALL - 全12公演 |
| 2015年5月3日〜5月8日         | HALL TOUR'15「THE DECADE OF GREED」                                    | - ファイナル：渋谷公会堂 - 全3公演 |
| 2015年7月4日〜7月21日）      | SHADOWS ONLY Vol.8 TOUR'15「QUATTRO lll NITES」                        | - ファイナル：渋谷クラブクアトロ - 全3公演 |
| 2015年10月11日〜11月22日     | TOUR'15「DARK DARKER DARKNESS」                                        | - ファイナル：TOKYO DOME CITY HALL - 全17公演 - 2015年12月19日 追加公演 |
| 2016年1月31日〜2月16日       | lynch. Member Produce 5 Days                                           | |
| 2016年3月8日〜5月8日         | TOUR'16「DARK DARKER DARKNESS」#2 -My name is evil-                    | - ファイナル：新木場STUDIO COAST - 全21公演 |
| 2016年9月14日〜9月20日       | MAJOR DEBUT 5TH ANNIVERSARY 「THE RECKLESS MANEUVER」 -完全無料東名阪- | - ファイナル：豊洲PIT - 全3公演 |
| 2016年10月12日               | SHADOWS ONLY『THE BEGINING OF AVANTGARDE』"INTRODUCTION"               | |
| 2016年10月16日〜11月17日     | TOUR'16「THE NITES OF AVANTGARDE」                                     | - ファイナル：名古屋クラブクアトロ - 全14公演 |
| 2017年4月18日                | THE JUDGEMENT DAY                                                      | |
| 2017年5月4日〜5月12日        | TOUR'17「DEADLY DEEP KISSES」-SHADOWS ONLY-                            | - ファイナル：梅田TRAD - 全3公演 |
| 2017年6月9日〜8月11日        | TOUR'17「THE SINNER STRIKES BACK｣                                      | - ファイナル：日比谷野外大音楽堂 - 全27公演 |
| 2017年10月20日〜12月16日     | TOUR'17「THE BLØODTHIRSTY CREATURES」                                  | - ファイナル：札幌PENNY LANE 24 - 全10公演 |
| 2017年12月31日〜2018年1月1日 | COUNTDOWN LIVE 「2017-2018」                                           | |
| 2018年3月11日                | lynch.13th ANNIVERSARY-Xlll GALLOWS- [THE FIVE BLACKEST CROWS]         | |
| 2018年4月30日〜5月11日       | TOUR'18「THE NITES OF AVANTGARDE #2」"A BLØODY REVENGE"                | - ファイナル：Zepp Tokyo - 全3公演 |
| 2020年2月7日                 | [XV]act:3 -WOMEN’S ONLY-                                               | - 新宿BLAZE |
| 2020年2月8日                 | [XV]act:3 -MEN’S ONLY-                                                 | - 新宿BLAZE |
| 2020年3月7日～3月13日        | [XV]act:4 PREMIUM EXHIBITION“ULTIMA”-SHADOWS ONLY-                     | - 3月7日：[大阪]BIGCAT - 3月11日：[東京]TSUTAYA O-EAST - 3月13日：[名古屋]DIAMOND HALL 新型コロナウイルス感染症対策本部にて政府より要請された方針に従い公演中止 |
| 2020年4月18日～7月26日       | [XV]act:5 TOUR’20 -ULTIMA-                                             | - 4月18日：岐阜club-G - 4月19日：静岡SOUND SHOWER ark - 4月25日：熊本B.9 V1 - 4月26日：鹿児島CAPARVO HALL - 4月29日：福岡DRUM LOGOS - 5月8日：高崎club FLEEZ - 5月10日：KT Zepp Yokohama - 5月14日：仙台RENSA - 5月16日：青森Quarter - 5月17日：秋田Club SWINDLE - 5月23日：山口RISING HALL - 5月24日：岡山CRAZYMAMA KINGDOM - 5月30日：和歌山SHELTER - 5月31日：奈良EVANS KINGDOM CASTLE HALL - 6月6日：新潟LOTS - 6月7日：富山MAIRO - 6月13日：帯広MEGA STONE - 6月14日：北見 オニオンホール - 6月16日：札幌PENNY LANE24 - 6月27日：高松 オリーブホール - 6月28日：松山WStudioRED - 7月4日：沖縄 桜坂セントラル - 7月5日：沖縄 桜坂セントラル - 7月12日：Zepp Nagoya - 7月18日：なんばHatch - 7月26日：TACHIKAWA STAGE GARDEN |

### 対バン・イベント公演
- deadman+lynch. coupling tour 『デビッドリンチ』（2005年11月15日〜12月4日）
  - ファイナル：横浜CLUB24、全8公演
  - 追加公演：2006年1月9日〜1月13日
- lynch.＋girugämesh＋サディ coupling tour 『NATURAL BONE KILLERS』（2007年3月19日〜3月24日）
  - ファイナル：金沢AZ、全7公演
- TOUR'07 『TOWARD THE AVOIDED SUNRISE』encore tour『involve the universe』（2007年10月2日〜11月20日）
  - ファイナル：代官山UNIT、全17公演（一部ワンマン公演有）
- C4 Presents『-black:shaft-』（2009年5月29日:SHIBUYA-AX）
- COUNTER CULTURE 2010（2010年2月5日〜2月26日）
  - ファイナル：SHIBUYA-AX、全9公演
- V-Rock Fes.（2011年10月23日）
- MERRY×lynch. Presents『Freaks Addict Tour』（2012年1月25日〜2月14日）
  - ファイナル：名古屋Electric Lady Land、全9公演
- cali≠gari Presents『名古屋地下室-地下一階-』（2012年3月20日）
- defspiral Presents『"Beauty and Beast" Vol.3』（2012年4月14日）
- BULL ZEICHEN 88 Presents『lynch88.』（2012年6月16日）
- Angelo Presents『THE INTERSECTION OF DOGMA』（2012年8月17日）
- OSAKA MUSE Presents 『Lucky Members!!』1st Anniversary（2013年5月29日）
- HEAD BANGING Vol.4（2013年6月1日）
- -Angelo Presents-「THE INTERSECTION OF DOGMA」（2013年8月16日）
- MERRY×lynch. Presents-「Freaks Addict Tour Beyond」（2013年10月2日〜11月15日）
  - ファイナル：SHIBUYA-AX、全14公演
- SiM「PANDORA TOUR 2013-2014」（2013年11月29日）
- Over the Edge'13（2013年12月31日）
- MOSH presents "TOKYO MOSH PIT vol.2"（2014年1月4日）
- The beginning of the feast of the devil and the beast（2014年1月18日、25日）
- STUDIO COAST presents「MONSTER BOX Vol.00」（2014年2月2日）
- lynch.Presents「NAGOYA SURVIVORS」（2014年3月25日）
- NoGoD DANCHO PRESENTS BIG MOUTH ROCK FESTIVAL -2014-（2014年6月14日）
- HEAVEN'S ROCK Utsunomiya 15th Anniversary -Beyond Borders-（2015年6月25日）
- UCHUSENTAI:NOIZ Presents RAVE UP BIG BOMBER CAMP2015（2015年7月14日）
- -Angelo Presents-「THE INTERSECTION OF DOGMA」（2015年8月5日）
- MARCH ON THE DARKNESS（2015年8月31日〜9月21日）
  - ファイナル：福岡DRUM LOGOS、全3公演
- lynch. presents 「THE VERSUS」feat. sads（2015年9月30日）
- MERRY主催「NOnsenSe MARkeT 3F -ラムフェス-」（2015年11月5日）
- 姫路Beta20周年記念スペシャル「VERSUS III」（2015年11月27日）
- 〜BRAND NEW 20th ANNIVERSARY SPECIAL〜「Destruction for the truth」（2015年11月28日）
- MARCH ON THE DARKNESS追加公演（2015年12月8日）
- Crossfaith 「XENO WORLD TOUR 2016」（2016年2月5日）
- B.O.T presents The Next Big Thing（2016年2月11日）
- 原田祭（2016年2月13日）
- PS COMPANY PRESENTS BORN 2MAN LIVE『2016 DIE or DIE CLIMAX 7DAYS VS lynch.』（2016年5月17日）
- LIPHLICH主催公演『DOUBLE FUTURE』（2016年5月19日）
- lynch.×SuG×vistlip 3マン「LSV」（2016年7月17日〜8月30日）
  - ファイナル：東京TSUTAYA O-EAST、全7公演
- CHAIN THE ROCK FESTIVAL（2016年8月27日）
- Plastic Tree秋ツアー2016『Black Silent/White Noise』（2016年10月2日）
- J 2016 Live ＜10 days of GLORY -10 Counts for Destruction＞（2016年10月8日）
- GENESIS（2016年10月10日）
- 『VISUAL JAPAN SUMMIT 2016 Powered by Rakuten』'（2016年10月14日）
- COMMUNE Vol.2（2016年11月25日、26日）
  - 明徳の逮捕により、出演キャンセル[6]。
- D'ERLANGER presents ABSTINENCE'S DOOR #009（2017年9月16日）
- MUCC トリビュートアルバム対バンツアー「えん7」（2017年12月18日）
- ポルノ超特急2017（2017年12月24日）
- 20TH ANNIVERSARY MUCC祭『えん7 FINAL』in 武道館（2017年12月27日）
- COUNTDOWN JAPAN 18/19  (2018年12月29日)
- A.V.E.S.T. project vol.13  (2019年3月3日)
- BLARE DOWN BARRIERS 2019  (2019年3月23日)
- ROCK IN JAPAN 2019  (2019年8月10日)
- Survive Said The Prophet『Made In Asia Tour』 (2019年9月16日)
- HOSTED BY coldrain BLARE FEST.2020  (2020年2月2日)

## 出演
- THE BLACK TRIANGLE(ニコニコ生放送、2014年1月10日〜2016年11月2日)
- 週刊lynch.(FM Nack5、2012年10月1日〜2013年3月25日)